# Ginés Díaz

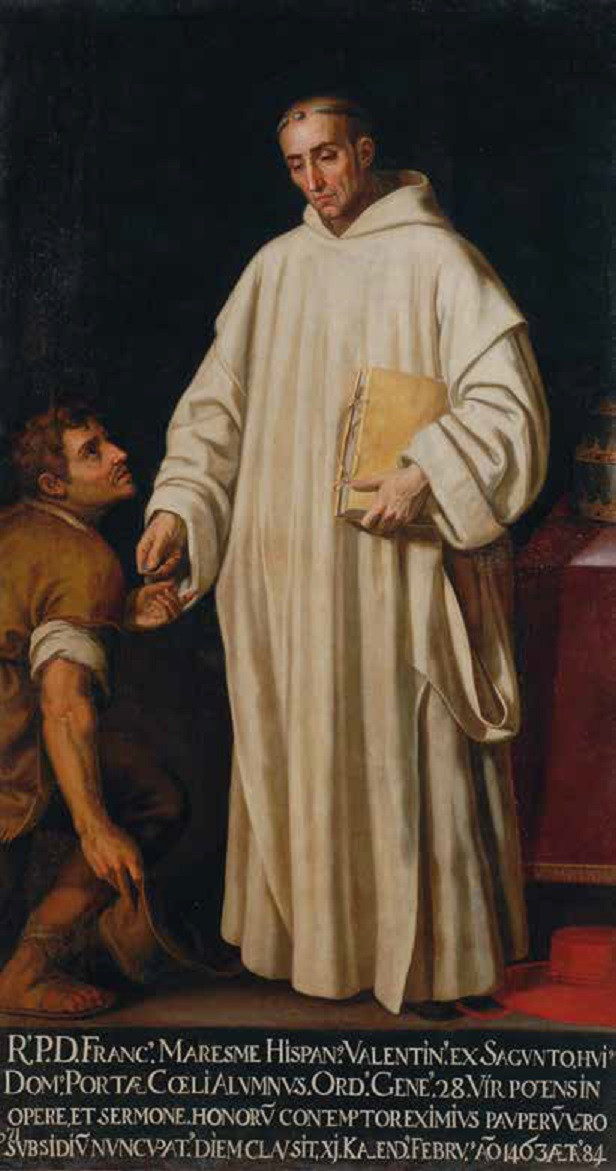
Retrato de fray Francisco de Maresme, óleo sobre lienzo, 182 x 100 cm, Valencia, Museo de Bellas Artes de Valencia

Ginés Díaz, monje lego de la Orden de la Cartuja, natural de Villena, pintó entre 1634 y 1637 para la sala capitular de la Cartuja de Porta Coeli una serie de cuadros de la vida de san Bruno de gran formato, copia de los pintados por Vicente Carducho para la Cartuja de Santa María del Paular por encargo de su prior, Juan de Baeza, entre el 29 de agosto de 1626, fecha del contrato, y 1632. Se ignora si Ginés Díaz tuvo acceso directo a las pinturas de Carducho, pero se conocen otras copias más o menos completas del ciclo, una de ellas en el Museo de Castellón procedente de la Cartuja de Valdecristo (Segorbe), encargados por un particular que los hizo pintar en Madrid. Tras la exclaustración de 1835 los lienzos de Ginés Díaz llegaron al Museo de la Ciudad de Valencia.
El mismo origen tienen La Virgen con san José y san Juan Bautista amparando bajo su manto a los cartujos, copia como los anteriores de un original de Carducho, y cuatro retratos de cuerpo entero de venerables cartujos profesos en Porta Coeli (Fray Bonifacio Ferrer, hermano de san Vicente Ferrer, Fray Juan de Nea, Fray Francisco Maresme y Fray Francisco Aranda) guardados en el Museo de Bellas Artes de Valencia. Estilísticamente afines a la obra de Francisco Ribalta, forman lo más interesante de su producción.
Según las crónicas de la orden también pintó en 1634 un apostolado completo para el refectorio de la cartuja, perdido o en paradero ignorado, reduciéndose a esto cuanto se conoce de su vida y obra, probablemente constreñida al ámbito de la propia cartuja.